# Karbala

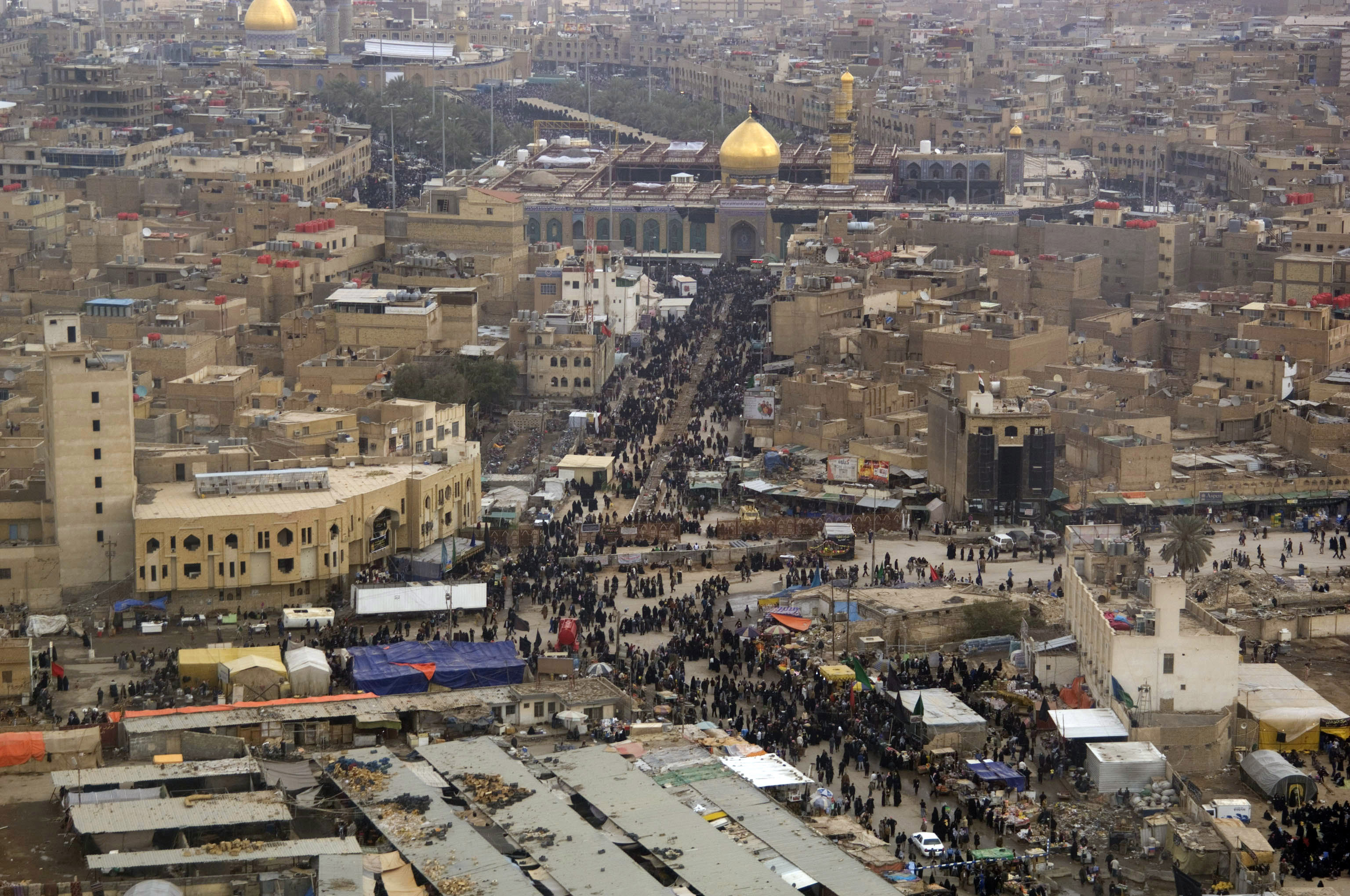
El santuari i part de la ciutat

Karbala (àrab: كربلاء, Karbalāʾ), també coneguda com Karbala al-Muqàddassa o Karbala la Santa (àrab: كربلاء المقدسة, Karbalāʾ al-Muqaddasa) és una ciutat a l'Iraq, situada a uns 100 km al sud-oest de Bagdad a les coordenades 32.61°N, 44.08°E.
La població estimada el 2014 era de 690.100 persones. És la capital de la província d'Al-Karbala. En temps d'al-Hussayn ibn Alí, el lloc era també conegut com al-Ghadiriyah, Naynawa, i Shathi'ul-Furaat. Els musulmans xiïtes consideren Karbala com una de les seves principals ciutats santes després de la Meca, Medina, Jerusalem i Najaf, a causa del fet que Hussayn va trobar el martiri en ell lloc on va sorgir la població.
El seu nom està vinculat a l'armeni Karbala i a l'assiri Karballatu, una mena de pentinat.

## Història
No existia com a ciutat abans dels musulmans. La ciutat és coneguda per haver estat escenari de la batalla de Karbala del 680. Després de l'enterrament al lloc de Hussayn, va començar a ser centre de pelegrinatge; Sulayman ibn Súrad hi va passar un dia i una nit amb els seus seguidors el 684/685. El califa al-Mutawàkkil va fer destruir la tomba el 850/851 i els edificis que havien sorgit a l'entorn i va prohibir la visita al lloc.
Però el 977 era ja un centre notable i a la tomba s'havia construït un gran edifici amb cúpula conegut com a Mashad al-Hair, quan fou devastada per Dabba ibn Muhmmad al-Asadi, d'Ayn al-Tamr, cap de diverses tribus unides; una expedició enviada contra Dabba el va obligar a fugir al desert el [979]/980. El buwàyhida Àdud-ad-Dawla se'n va erigir en patró. Hàssan al-Fadl (mort el 1023/1024) va construir un mur a l'entorn de l'edifici. La caiguda d'uns ciris va provocar un incendi el 1016 que va destruir l'edifici principal, si bé després fou reconstruït.
L'il-kan Ghazan va visitar Karbala el 1303. Ibn Battuta hi va passar el 1326/1327 i la descriu com una vila entre dos palmerars. Ismaïl-Xah hi va peregrinar abans de 1514 (també a Najaf) i s'esmenta com Mashad Husayn. Solimà el Magnífic la va vistar el 1534/1535 junt amb Najaf. El tractat d'Amasya va reconèixer la sobirania otomana sobre Karbala. Abbas el Gran després de la conquesta de Bagdad el 1623 hi va fer restauracions o ampliacions. Nàdir-Xah Afxar va visitar Karbala el 1743. Agha Muhammad Xah va pagar vers 1800 la cúpula d'or del santuari. El 21 d'abril de 1801 fou ocupada pels wahhabites que van matar a dos mil persones i van causar moltes destroces, però després van arribar donatius de tot el món per reparar el que estava danyat.
Després d'una ocupació temporal persa, Najib Paixà la va recuperar pels turcs el 1843 i els perses van haver de reconèixer la sobirania otomana; el 1871 es va començar la construcció del palau de govern, que no es va acabar. El 1965 tenia 81.500 habitants i el 1970 eren 107.500. El nom Karbala de fet només designa una part de la ciutat i el seu nom teòric roman Mashad Husayn. El santuari de Hussayn a Karbala és el seu monument més notable. El 1991 la revolta xiïta reprimida per Saddam Hussein va comportar danys a la ciutat. Al pelegrinatge de 2004, el més gran fins al moment, hi van anar prop d'un milió de persones; els peregrins foren atacats amb bombes per la resistència sunnita (2 de març de 2004) i van causar dotzenes de morts (fets coneguts com la matança de l'Axura).